# 後鰓類
後鰓類（こうさいるい Opisthobranchia）は、軟体動物門腹足綱直腹足亜綱異鰓上目に属するグループである。
かつては後鰓亜綱とすることが多く、また、異鰓上目が置かれた後は後鰓目とすることもあった。しかし近年は、階級を与えないことが多い。名称はラテン語の opistho （後ろの） branchia （鰓）に由来する。貝殻がないか目立たない種の多くはウミウシと総称されるが、明確な貝殻を持つものなどウミウシに含まれないものも多い。

## 特徴
体は柔らかく、貝殻は小さいか消失している種が多い。殻の蓋はなく、蓋をもたないことは、旧分類における有肺亜綱（カタツムリ類）との共通した特徴である。貝殻を失った種では、通常の巻き貝の神経系が180°捻れているのに対し、この捻れが解消し、太古の祖先と同じ左右対称となっているが、生殖器の位置が右側に偏るなど、捻れが完全に解消されているわけではない。頭部と外套幕の間には明確な分かれ目がなく、触手は口の横に位置しており口触手とよばれる。触手の後ろには複雑な形をした嗅覚器官である触角(rhinophore)がある。足の中央付近が移動のためのいわゆる足の裏である。一部の種では、足の横側が疣足に進化していて、翼の形をして外に飛び出しているものもある。有殻翼足類と裸殻翼足類は、疣足で泳ぐことができる。餌に含まれる毒を体内に蓄積し、派手な体色や模様を持つ種も多く、その体色や模様は警告色であると考えられているが、サンゴやヤギなどカラフルな生物が多数生息する熱帯の海底においては、派手な体色は保護色として機能しているとも言われる。
食性は、アメフラシが海藻食であるために海藻を食べる草食性の種が多いと思われがちであるが、肉食性のものが圧倒的に多い。海藻を食べる後鰓類は、無楯類、嚢舌類のほぼ全てと頭楯類の一部（ブドウガイなど）に限られ、他に有殻翼足類が植物プランクトンを餌としている程度である。上記のように、有毒な付着生物を餌とし、その毒を体内に蓄積する種が多い。

## 分類
腹足綱の分類および系統発生の理解は、20世紀の終わりから21世紀の初めにかけての数年の間に急速に発展している。旧分類(J.Thiele 1929-1935)において腹足綱を構成する前鰓亜綱（Prosobranchia）、後鰓亜綱（Opisthobranchia）、有肺亜綱（Pulmonata）の3（ないし4）個の下位分類は、もはや受け入れられていない。新分類では、後鰓類、有肺類、異旋類（前鰓類の一部）を直腹足亜綱異鰓上目にまとめる。
過渡的な分類では、後鰓類、有肺類を目とし、それに伴い従来の目は繰り下げて亜目とする分類もあった。
しかし、未だ見解の一致には至らないものの、後鰓類と有肺類は、異鰓類の系統の中で複雑に入り組んでおり、共に多系統と推測されている。そのため近年は、これらを分類群としては採用せず、直腹足亜綱の下に、かつて後鰓亜綱の下にあった目を並べることが多い。
古い文献だけでなく新しい文献やウェブサイトでも旧分類での説明がなされている場合がある。その場合、「後鰓類」という言葉は後鰓亜綱を意味するのではなく、記述的な「心臓の後ろに鰓がある腹足綱の動物」を意味する。しかし、一部の頭楯亜目では、心臓の前に鰓があったり、また微小な種では鰓を全く欠き、呼吸全般を皮膚呼吸のみで賄っているものもあり、一概に鰓の位置だけを分類の根拠とすることはできない。

### 旧分類の例
後鰓類を目とする場合、これらの目は亜目となる。
- 頭楯目 Cephalaspidea
- 有殻翼足目 Thecosomata
- 裸殻翼足目 Gymnosomata
- 無楯目 Anaspidea
- スナウミウシ目 Acochlidea
- 嚢舌目 Sacoglossa
- 背楯目 Notaspidea
- ロドペ型目 Rhodopemorpha
- 裸鰓目 Nudibranchia

### 新分類の例
Bouchet & Rocroi 2005では、後鰓類をInformal groupと位置づけ、その下に7つのcladeと2つのgroup (Acochlidiacea, Cylindrobullida) を認めている。これらは階級分類では目相当だが、ここでは類とする。
- 頭楯類 Cephalaspidea
- 有殻翼足類 Thecosomata
- 裸殻翼足類 Gymnosomata
- アメフラシ型類 Aplysiomorpha （無楯類 Anaspidea）
- スナウミウシ類 Acochlidiacea
- 嚢舌類 Sacoglossa
- ニセイワヅタブドウガイ類 Cylindrobullida
- 傘殻類 Umbraculida （ジンガサヒトエガイ上科 Tylodinoidea)
- ヌディプレウラ Nudipleura
  - 側鰓類 Pleurobranchomorpha （カメノコフシエラガイ科 Pleurobranchidae）
  - 裸鰓類 Nudibranchia

旧分類と比較すると、次のような変更がある。
- 旧背楯類は解体され、下位分類だった傘殻類（ヒトエガイ科・ジンガサヒトエガイ科）と側鰓類（カメノコフシエラガイ科）が独立した。ただし、旧分類でも2目に分けることはあった。
- 嚢舌類からニセイワヅタブドウガイ類（ニセイワヅタブドウガイ科）が独立した。
- ロドペ型目（ロドペ科のみ）は裸鰓類に含められた。
- 頭楯類のオオシイノミガイ上科 (Acteonoidea) を後鰓類から外した。ただしこの措置は主流ではなく、後鰓類内の Architectibranchia に分類することが多い。

### 系統
ミトコンドリア・核DNAの分子系統によると、解析毎に系統の細部には多少の差はあるものの、後鰓類と有肺類は互いに混在した系統になっており共に単系統ではない。最近の解析 (Klussmann-Kolb et al. 2008) によれば、スナウミウシ類と嚢舌類は、残りの後鰓類より有肺類と近縁である。
また、近年分割されるようになった傘殻類と側鰓類、頭楯類と Architectibranchia は実際に別系統である（ただしニセイワヅタブドウガイ類は解析されていない）。

### 主なグループと科
Architectibranchia を除き Bouchet & Rocroi に従う。

#### Architectibranchia
近年頭楯類から分離されたグループ。Bouchet & Rocroi は採用せず、後鰓類からも外して原始的な異鰓類に分類しているが、分子系統によるとヌディプレウラと近縁である。
- オオシイノミガイ科 Acteonidae
- ベニシボリガイ科 Bullinidae : ベニシボリガイ、ミスガイ

#### 頭楯類Cephalaspidea
headshield slugs。
- キセワタ科 Philinidae : キセワタ
- カノコキセワタ科 Aglajidae : ニシキツバメガイ・カノコキセワタ
- ウミコチョウ科 Gastropteridae : ムラサキウミコチョウ・キイロウミコチョウ・クロフチウミコチョウ・キマダラウミコチョウ・トウモンウミコチョウ
- ブドウガイ科 Haminoeidae : ブドウガイ
- ミドリガイ科 Haminoeidae
- ナツメガイ科 Bullidae
- ウズムシウミウシ科 Runcinidae

#### 裸殻翼足類Gymnosomata
sea angels。クリオネ（ハダカカメガイ）など。

#### 無楯亜目Anaspidea
sea hares - アメフラシ。
- アメフラシ科 Aplysiidae : アメフラシ・ジャノメアメフラシ・フウセンウミウシ・タツナミガイ・ウミナメクジ

#### 嚢舌類Sacoglossa
sap-sucking slugs。

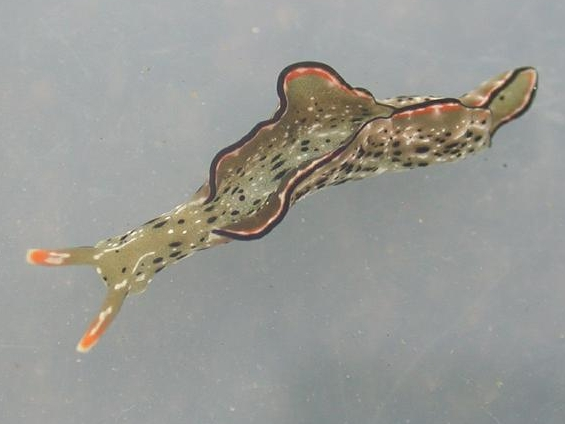
コノハミドリガイ

- ユリヤガイ科 Juliidae : ユリヤガイ・タマノミドリガイ
- ナギサノツユ科 Oxynoidae : ナギサノツユ
- チドリミドリガイ科 Plakobranchidae : チドリミドリガイ
- ゴクラクミドリガイ科 Elysoidea : コノハミドリガイ・ゴクラクミドリガイ
- カンランウミウシ科 Caliphyllidae : カンランウミウシ
- ハダカモウミウシ科 Limapontiidae : アリモウミウシ・ミドリアマモウミウシ

#### 傘殻類Umbraculida
- ヒトエガイ科 Umbraculidae：ヒトエガイ

#### 側鰓類Pleurobranchomorpha
- カメノコフシエラガイ科 Pleurobranchidae : ウミフクロウ・ホウズキフシエラガイ・カメノコフシエラガイ

#### 裸鰓類Nudibranchia
nudibranchs。
- Anthobranchia 下目
- Cladobranchia 下目